# Tulburări facticioase

## Tulburări facticioase
Tulburarea factice referitor la propria persoană, conține următoarele criterii de diagnostic, conform DSM-V:
A. Falsificarea semnelor sau simptomelor fizice sau psihologice, sau prin producerea deliberată de leziuni sau boli, asociată cu o minciună dovedită.
B. Individul se prezintă față de ceilalți ca fiind bolnav, cu dizabilități sau accidentat.
C. Comportamentul nu este explicat mai bine de altă tulburare psihică, precum tulburarea delirantă sau altă tulburare psihotică.

Tulburarea factice indusă (fosta tulburare factice prin transfer, engl. by proxy), conține următoarele criterii de diagnostic, conform DSM-V:
A. Falsificarea semnelor sau simptomelor fizice sau psihologice, sau producerea deliberată de leziuni sau boli unei alte persoane, asociată cu o minciună dovedită.
B. Individul prezintă acea persoană (victima) față de ceilalți ca fiind bolnavă, cu dizabilități sau accidentată.
C. Comportamentul de falsificare a realității este chiar și în absența unui câștig evident sau a unei motivații exterioare.
D. Comportamentul nu este explicat mai bine de o altă tulburare psihică, precum tulburarea delirantă sau altă tulburare psihotică.
Notă: Diagnosticul este atribuit autorului, nu victimei.
Elemente de diagnostic, conform DSM-V:
Criteriul esențial pentru tulburarea factice este falsificarea propriilor semne și simptome clinice sau psihologice sau a altor persoane, asociată cu minciuna dovedită. Indivizii cu tulburare factice pot solicita tratament pentru ei înșiși sau pentru alți indivizi, în urma provocării unei leziuni sau boli. Diagnosticul necesită demonstrarea faptului că individul acționează pe ascuns pentru a denatura, simula sau provoca semne și simptome de boală sau de leziuni în absența unor câștiguri exterioare evidente. Metodele de falsificare a bolii pot cuprinde exagerarea, inventarea, simularea și provocarea. Deși poate exista o afecțiune medicală anterioară, comportamentul de falsificare a realității sau provocarea de leziuni asociate îi face pe cei din jur să-i considere pe acești indivizi (sau pe cei cărora le induc tulburarea) ca fiind mai bolnavi sau având dizabilități mai severe, ceea ce poate duce la intervenții medicale inutile. De exemplu, indivizii cu tulburare factice pot declara sentimente depresive și idei suicidare ca urmare a morții soției/soțului, deși decesul nu este real sau individul nu are partener(-ă); raportează false episoade de simptome neurologice (convulsii, amețeală sau pierdere a cunoștinței); falsifică analize de laborator (prin adăugarea de sânge în urină) pentru a sugera, în mod fals, o anomalie; falsifică fișa de observație medicală pentru a sugera o boală; ingeră o substanță (insulină sau warafină) pentru a produce un rezultat de laborator anormal sau o boală; produc deliberat leziuni fizice sau o boală asupra propriei persoane sau a altora (prin injectarea de materii fecale pentru a produce un abces sau septicemie).
Elemente asociate care conțin diagnosticul, conform DSM-V:
Persoanele cu tulburare factice referitor la propria persoană sau cu tulburare factice indusă, prezintă riscul de a suferi disconfort psihologic sau afectare funcțională severă prin faptul că își provoacă leziuni lor sau altor persoane. Familia, prietenii și personalul medical sunt adesea influențați negativ de comportamentul lor. 
Tulburările factice au asemănări cu tulburările consumului de substanțe, cu tulburările de comportament alimentar, cu tulburările de control al impulsurilor, cu tulburarea de pedofilie și alte tulburări cunoscute, atât prin persistența comportamentului, cât și prin eforturile intenționate de a ascunde comportamentul anormal prin minciună. 
Întrucât unele aspecte ale tulburărilor factice ar putea reprezenta un aspect criminal (de exemplu, tulburarea factice indusă, în care acțiunile părintelui sunt o formă de abuz sau maltratare a copilului), un astfel de comportament criminal și boala psihică nu se exclud reciproc. 
Diagnosticul de tulburare factice se bazează pe identificarea obiectivă a falsificării semnelor și simptomelor de boală și nu pe presupuneri privind intenția sau posibila motivație ascunsă. În plus, astfel de comportamente, inclusiv provocarea de leziuni sau boli, sunt asociate cu falsificarea realității. 
Ca și diagnostic diferențial, un exemplu ar fi, tulburarea cu simptome somatice. Spre deosebire de tulburarea factice, în tulburarea cu simptome sometice, individul poate solicita excesiv atenție și tratament pentru o presupusă problemă medicală, dar în acest caz nu există nicio dovadă că persoana oferă informații false sau că are un comportament de falsificare a realității. 